# Faking It (1.ª temporada)
A primeira temporada de Faking It, uma comédia romântica americana, estrelado por Rita Volk, Katie Stevens, Gregg Sulkin, Michael Willett e Bailey De Young. Foi desenvolvido por Carter Covington e criado por Dana Min Goodman e Julia Wolov, estreado em 22 de abril de 2014 e concluído em 10 de junho de 2014, na rede MTV. A temporada contou com 8 episódios.

## Enredo
Hester High School é um lugar onde ser diferente é o que o torna popular. Quando as alunas do segundo ano, Karma Ashcroft (Katie Stevens) e sua melhor amiga Amy Raudenfeld (Rita Volk) são confundidas com um casal de lésbicas, elas se vêem como o centro da atenção da escola, então decidem seguir adiante com a mentira.
Elas são convidadas para uma festa organizada pelo popular estudante gay Shane Harvey (Michael Willett). Com a intenção de impressionar o melhor amigo de Shane, Liam Booker (Gregg Sulkin), Karma participa da festa com Amy, que não tem certeza se quer continuar com a mentira. Quando elas são inesperadamente nomeadas como rainhas do baile, elas são forçados a se beijar na frente de toda a escola, a fim de manter seu novo status popular, mas Amy está lentamente descobrindo que ela pode não estar realmente fingindo.

## Elenco e personagens

### Principal
- Katie Stevens como Karma Ashcroft
- Rita Volk como Amy Raudenfeld
- Gregg Sulkin como Liam Booker
- Michael Willett como Shane Harvey
- Bailey De Young como Lauren Cooper

### Recorrente
- Rebecca McFarland como Farrah
- Senta Moses como Penelope Bevier
- Erick Lopez como Tommy Ortega
- Courtney Kato como Leila
- Breezy Eslin como Elizabeth
- Anthony Palacios como Pablo
- Amy Farrington como Molly
- Lance Barber como Lucas
- Dan Gauthier como Bruce Cooper
- Courtney Henggeler como Robin

### Convidado
- Sofia Carson como Soleil

## Produção
Em outubro de 2013, a MTV anunciou os pedidos da série para Faking It e Happyland, ambos com oito episódios cada. Todos os episódios foram transmitidos no horário das terças-feiras das 22h30 às 23h00.

## Episódios
| N.º na série | N.º na temp. | Título                       | Dirigido por   | Escrito por      | Exibição original   | Audiência (milhões) |
| ------------ | ------------ | ---------------------------- | -------------- | ---------------- | ------------------- | ------------------- |
| 1            | 1            | "Pilot"                      | Jamie Travis   | Carter Covington | 22 de abril de 2014 | 1.17                |
| 2            | 2            | "Homecoming Out"             | Jamie Travis   | Carter Covington | 29 de abril de 2014 | 0.86                |
| 3            | 3            | "We Shall Overcompensate"    | Jamie Travis   | Drew Hancock     | 6 de maio de 2014   | 0.93                |
| 4            | 4            | "Know Thy Selfie"            | Claire Scanlon | Megan Hearne     | 13 de maio de 2014  | 0.86                |
| 5            | 5            | "Remember the Croquembouche" | Claire Scanlon | Carrie Rosen     | 20 de maio de 2014  | 0.89                |
| 6            | 6            | "Three to Tango"             | Claire Scanlon | George Northy    | 27 de maio de 2014  | 0.95                |
| 7            | 7            | "Faking Up Is Hard to Do"    | Jamie Travis   | Wendy Goldman    | 3 de junho de 2014  | 0.98                |
| 8            | 8            | "Burnt Toast"                | Jamie Travis   | Carter Covington | 10 de junho de 2014 | 0.96                |

## Recepção

### Crítica
Faking It recebeu críticas geralmente favoráveis dos críticos, recebendo 71 pontos no Metacritic, com base em oito revisões, bem como 71% para a 1ª temporada no Rotten Tomatoes com base em sete avaliações. O New York Times disse o seguinte: "Faking It não é nada mais do que uma comédia de ensino médio mais inteligente do que a média, mas há um frescor nisso, talvez porque muitas das pessoas-chave envolvidas sejam relativamente novatas".
O New York Daily News disse: "O motor que comanda esse show é a amizade feminina, do tipo que é forte o suficiente para passar pelo ensino médio. Para Amy e Karma, queremos isso". E a Entertainment Weekly declarou: "Acredite no elenco vencedor, especialmente no Volk, e no tom doce/sarcástico do produtor executivo Carter Covington por meia hora, os telespectadores não terão que fingir que gostam".

### Prêmios e indicações
| Ano  | Associação         | Categoria     | Nomeado(s) | Resultado |
| ---- | ------------------ | ------------- | ---------- | --------- |
| 2014 | Teen Choice Awards | Breakout Show | Faking It  | Venceu    |

## Mídia doméstica
A série está disponível para download digital no iTunes e no Amazon.com Embora não tenha havido uma ampla versão em DVD/Blu-Ray, em 15 de outubro de 2014, "The Complete Season 1"
foi disponibilizado para compra no formato DVD (Região 1) por Manufactured on Demand (MOD) na Amazon.com